# Fontanas de l'Albenca
Fontanas (en francès Fontanes) és un municipi francès situat al departament de l'Òlt i a la regió d'Occitània.

## Demografia
| 1962                                       | 1968 | 1975 | 1982 | 1990 | 1999 | 2006 |
| ------------------------------------------ | ---- | ---- | ---- | ---- | ---- | ---- |
| 362                                        | 373  | 378  | 379  | 353  | 371  | 439  |
| Des de 1962: població sense dobles comptes |      |      |      |      |      |      |

## Administració
| Període   | Identitat        | Partit |
| --------- | ---------------- | ------ |
| 1977-1989 | Maurice Alaux    |        |
| 1989-     | Jacques Chaubard |        |